# Rauenberg (Trigonometrischer Punkt)

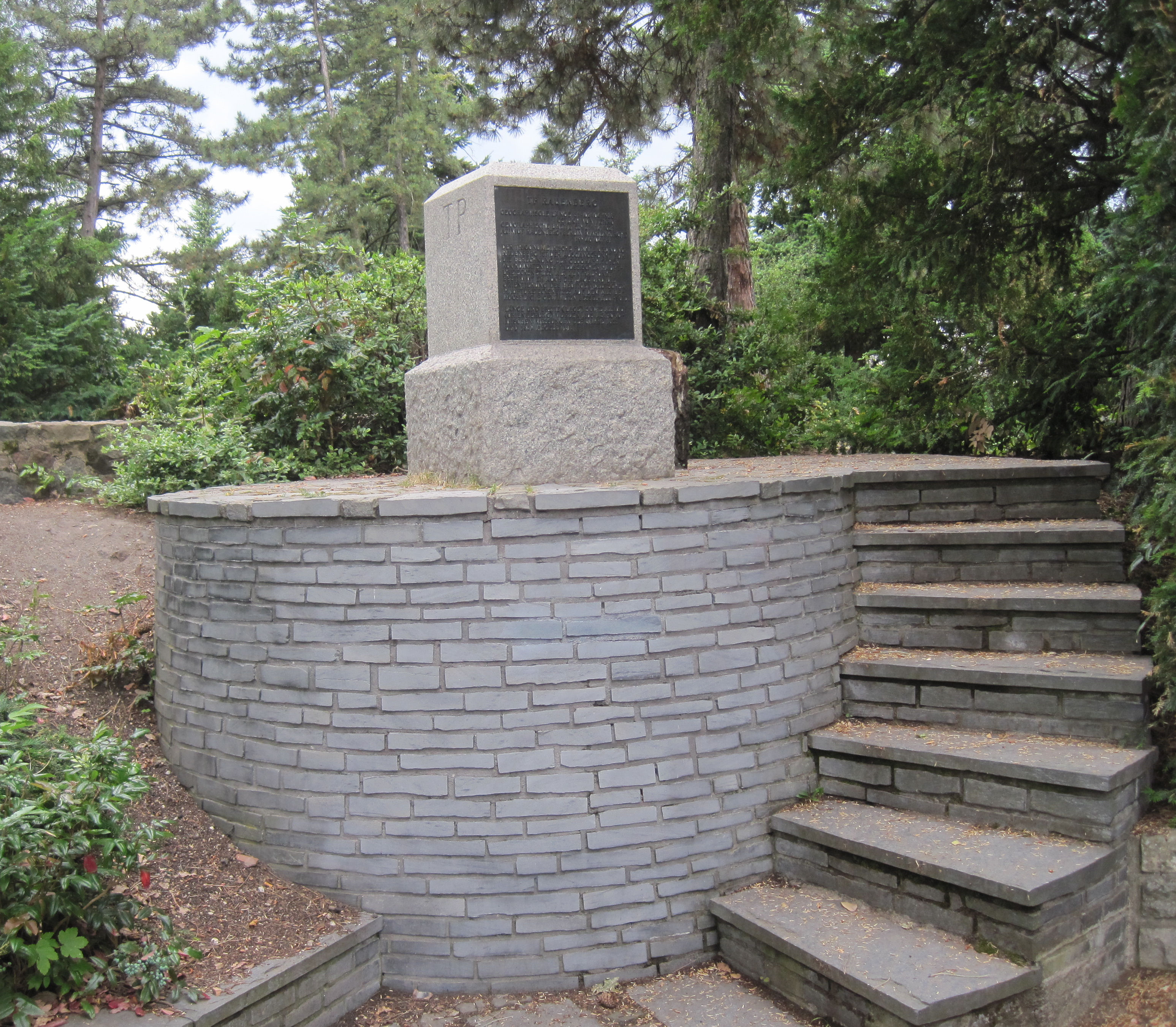
Denkmal TP Rauenberg von Osten

Der TP Rauenberg (TP: Trigonometrischer Punkt) war seit 1853 der Fundamentalpunkt des Deutschen Hauptdreiecksnetzes (DHDN), welches bis 1991 als übergeordnetes Triangulationsnetz zuerst im Königreich Preußen und zuletzt in der Bundesrepublik Deutschland diente.

## Standorte

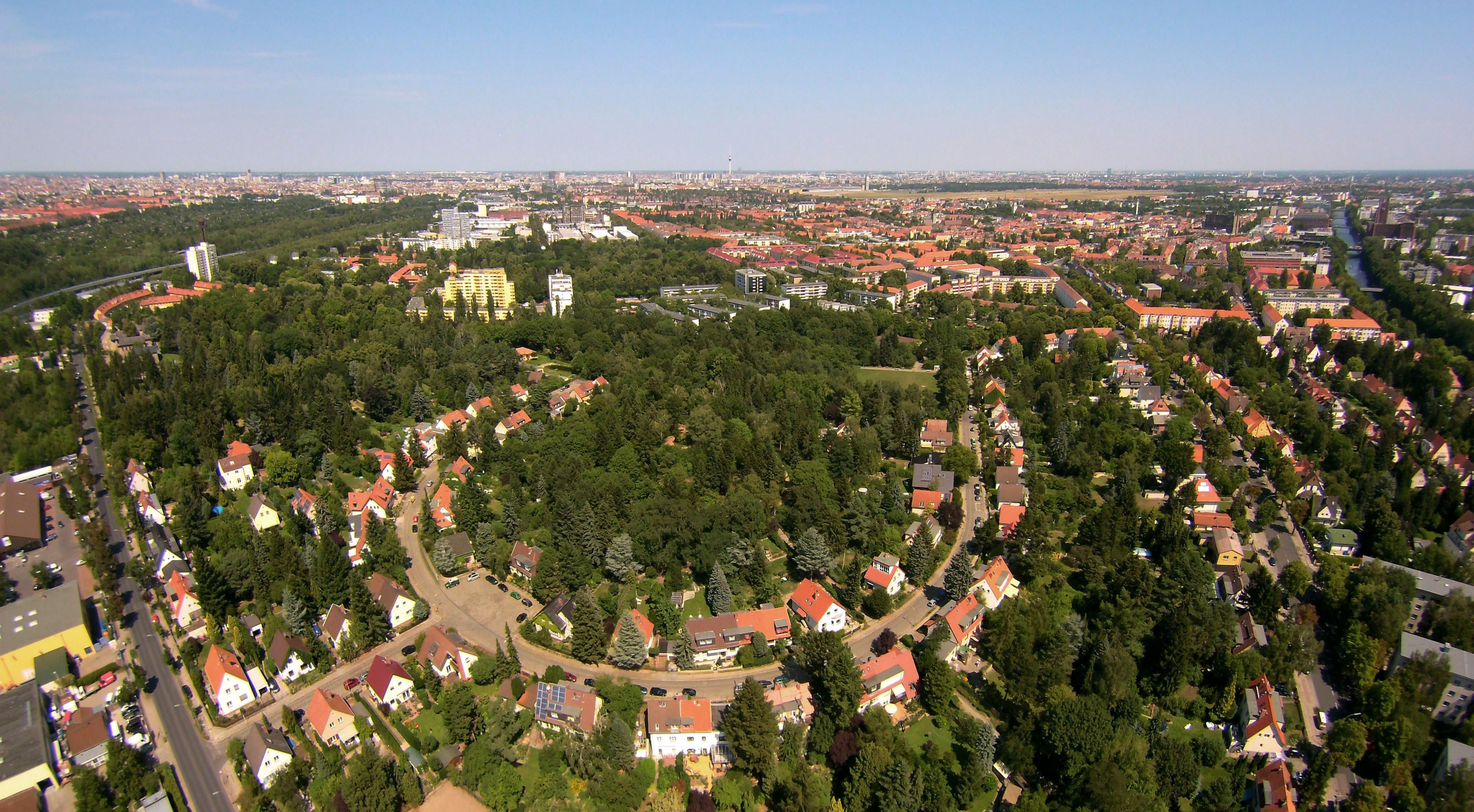
Blick über die Marienhöhe zum etwa 8,1 km entfernten Alexanderplatz; die Marienkirche steht im Abstand von 170 m, unmittelbar links vom am Horizont erkennbaren Berliner Fernsehturm

Der Punkt befand sich auf der früher als „Rauenberg“ bzw. „Rauhenberg“ benannten Anhöhe im Berliner Ortsteil Tempelhof. Seit 1985 steht dort ein Denkmal in Form des stark vergrößerten Kopfteils einer Granitsäule, mit der trigonometrische Bodenpunkte signalisiert werden. Das Denkmal befindet sich heute etwa zehn Meter oberhalb der historischen Gipfelhöhe des Rauenberges. Die Marienhöhe (73 m über NHN) wurde in den Jahren 1949–1951 mit Trümmerschutt aus den Zerstörungen des Zweiten Weltkriegs aufgeschüttet und bildet heute eine öffentliche Grünanlage.

## Geschichte

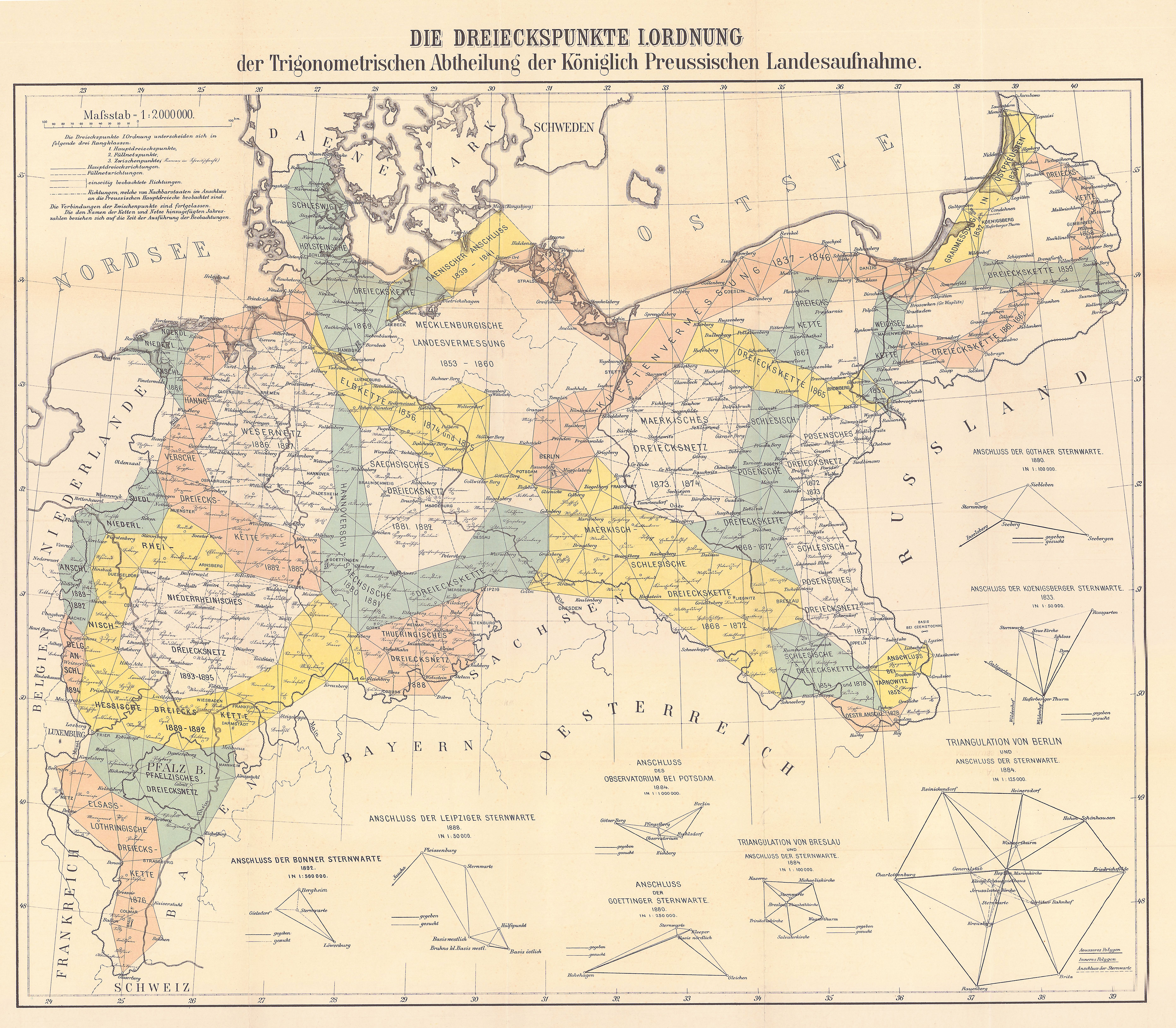
Die Dreieckspunkte I. Ordnung der Trigonometrischen Abtheilung der Königlich Preußischen Landesaufnahme

Der trigonometrische Punkt Rauenberg war der Fundamentalpunkt des DHDN und lieferte bei der ab 1832 von Ostpreußen beginnenden Triangulation der preußischen Landesaufnahme mit der astronomischen Azimutrichtung zu der rund 8,1 Kilometer entfernten Berliner Marienkirche am Alexanderplatz das Bezugssystem des auf dem Bessel-Ellipsoid basierenden Netzes. Dieses 2D-Lagesystem wird als Rauenberg-Datum bezeichnet, das auch Grundlage für das Reichsdreiecksnetz (RDN, 1940) bzw. seit 1945 des Deutschen Hauptdreiecksnetzes war. Die früher als Rauenberg bzw. Rauhenberg benannte Anhöhe wurde um 1910 durch den Abbau von Kies zerstört, womit auch der trigonometrische Punkt mit seinem Steinpfeiler und einer 21 Meter hohen hölzernen Sockelpfeilerpyramide ersatzlos verschwand. Daher erklärte man danach den Helmertturm auf dem Potsdamer Telegrafenberg zum „Zentralpunkt“. Obwohl dieser TP nicht neu bestimmt wurde, sondern seine alten – im Rauenberg-Datum ausgeglichenen – Koordinaten behielt, wird seitdem häufig in unzutreffender Weise vom Potsdam Datum gesprochen. Das Datum des DHDN basierte jedoch weiter auf den ursprünglichen Festlegungen am TP Rauenberg.

## Funktion
Solange sich die meisten amtlichen Vermessungspunkte in Deutschland auf das DHDN bezogen (Gauß-Krüger-Koordinaten), spiegelten die Kartenwerke – und damit beispielsweise Grundstücksgrenzen – die historische Bedeutung dieses Fundamentalpunktes implizit wider. Technisch-geodätisch haben jedoch der Punkt und die heutige Marke als Nachbildung keine Bedeutung mehr, da bundesweit der Wechsel des deutschen geodätischen Koordinatensystems zum System ETRS89 beschlossen und in den meisten Bundesländern auch schon vollzogen ist.

## Denkmal

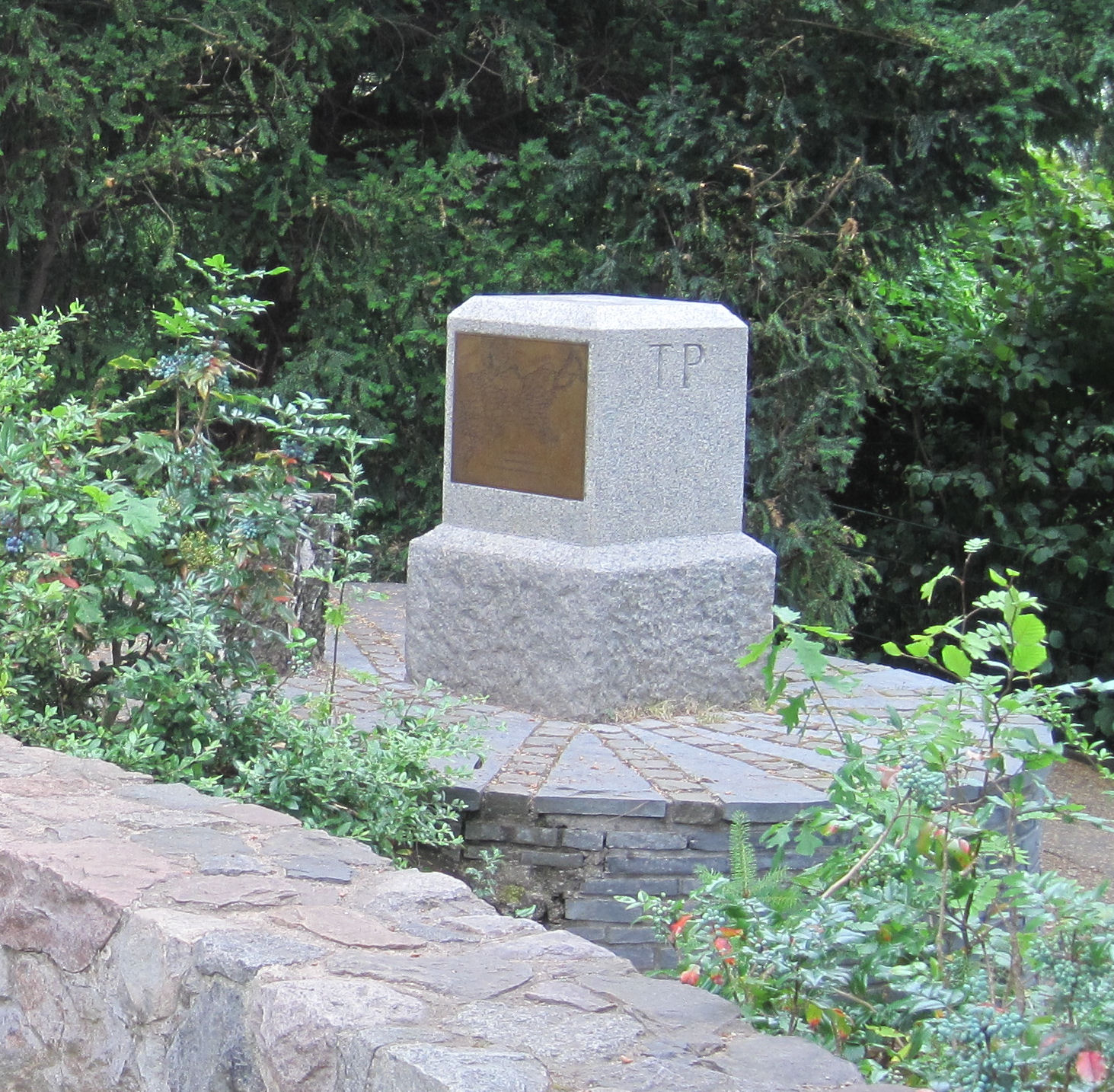
Denkmal TP Rauenberg von Südwesten

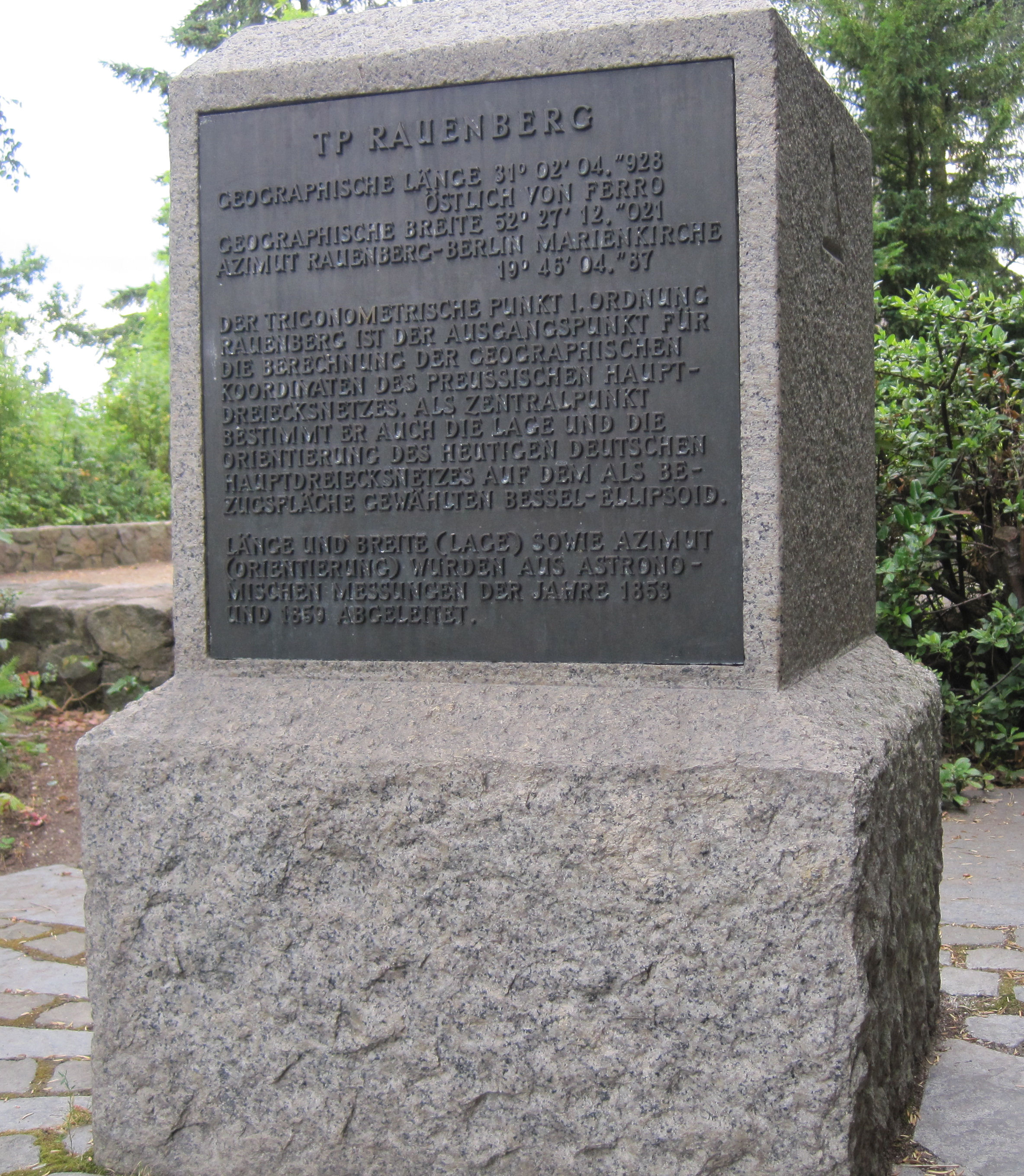
Beschriftete Denkmalplatte

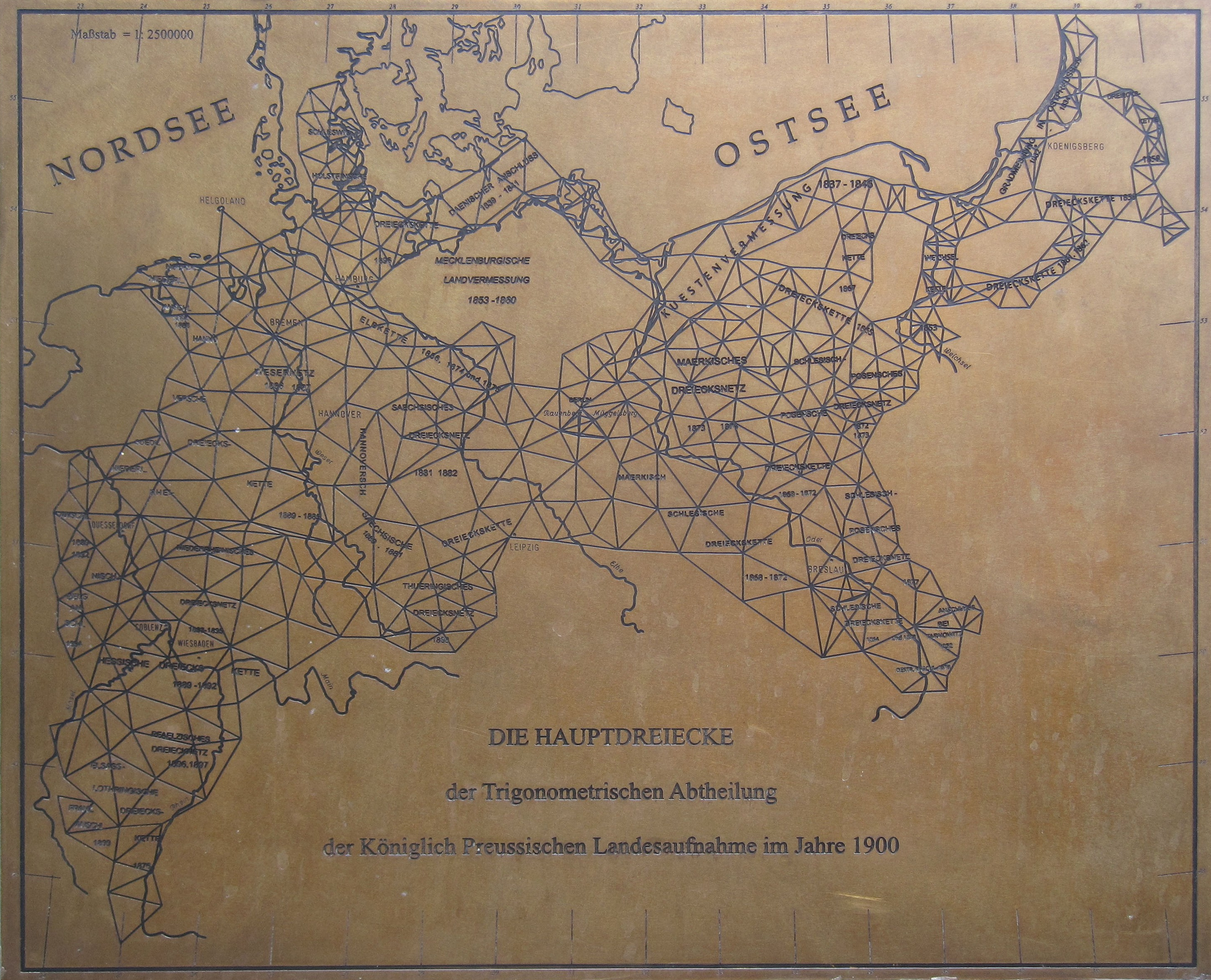
Denkmalplatte mit Hauptdreiecksnetz

Das Denkmal selbst ist aufgrund einer Initiative der Arbeitsgemeinschaft der Vermessungsverwaltungen der Länder, der Senatsverwaltung für Bau- und Wohnungswesen und des DVW Landesvereins Berlin e. V. entstanden und besteht aus einem überdimensionierten würfelförmigen TP-Stein aus Granit, der aus einem turmähnlichen Aufbau herausragt. Auf Ost- und Westseite sind in den Stein Metallplatten mit einer textlichen Erläuterung zum Denkmal bzw. einer Abbildung des preußischen Hauptdreiecksnetzes eingelassen. Der Entwurf für dieses Denkmal ist das Ergebnis eines Ideenwettbewerbes, den der Berliner DVW ausgelobt hatte. Das Denkmal befindet sich am geometrischen Ort des früheren TP, etwa zehn Meter oberhalb der historischen Gipfelhöhe des Rauenberges. Es besteht heute wegen der Höhe der Baumbepflanzung um das Denkmal und der Bebauung in der Stadt keine Sicht mehr zur Marienkirche.
Nachdem im Jahr 2008 das technische Denkmal durch Graffiti verschmiert und durch Metalldiebstahl teilweise zerstört war, hat der DVW Berlin-Brandenburg beim Landesdenkmalamt die Unterschutzstellung als Denkmal, d. h. die Eintragung in die Denkmalliste, beantragt; dies ist bis heute nicht geschehen. Das Denkmal wurde mit einer Kostenbeteiligung des DVW bis Juni 2010 restauriert.
Denkmalplatten
Die Bronzeplatte auf der nach Osten gewandten Seite des Denkmals trägt einen Text in Reliefschrift.
| TP RAUENBERG |                     |                 |  |
| | GEOGRAPHISCHE LÄNGE | 31° 02’ 04,”928 |  |
| ÖSTLICH VON FERRO |                     |                 |  |
| GEOGRAPHISCHE BREITE | 52° 27’ 12,”021     |                 |  |
| AZIMUT RAUENBERG–BERLIN MARIENKIRCHE |                     |                 |  |
| | 19° 46’ 04,”87      |                 |  |
| DER TRIGONOMETRISCHE PUNKT 1. ORDNUNG RAUENBERG IST DER AUSGANGSPUNKT FÜR DIE BERECHNUNG DER GEOGRAPHISCHEN KOORDINATEN DES PREUSSISCHEN HAUPT- DREIECKSNETZES. ALS ZENTRALPUNKT BESTIMMT ER AUCH DIE LAGE UND DIE ORIENTIERUNG DES HEUTIGEN DEUTSCHEN HAUPTDREIECKSNETZES AUF DEM ALS BE- ZUGSFLÄCHE GEWÄHLTEN BESSEL-ELLIPSOID. |                     |                 |  |
| LÄNGE UND BREITE (LAGE) SOWIE AZIMUT (ORIENTIERUNG) WURDEN AUS ASTRO- NOMISCHEN MESSUNGEN DER JAHRE 1853 UND 1859 ABGELEITET. |                     |                 |  |
| |                     |                 |  |

In die Kupferplatte auf der nach Westen gewandten Seite des Denkmals ist eine Abbildung des preußischen Hauptdreiecksnetzes mit dem Stand von 1900 eingraviert.